# Iカメラワーク
iカメラワーク（あいカメラワーク）は、TBSが制作しているiPhone・iPad用の音楽ゲーム。

## 概要
「カメラを切り替えて、歌番組を作ろう」という趣旨のゲーム。2012年4月現在、第1弾として『アップアップガールズ（仮）』が「Going my ↑」を歌う映像を作成するゲームが公開されている。
ユーザーが歌番組のディレクターであるという設定で、5台のカメラを音楽に合わせて切り替えていくことにより、歌番組のような映像を制作する。切り替えたタイミングにより「GREAT」もしくは「GOOD」と判定され、プレイした結果によりディレクターランクが表示される。結果が良かった場合、特典映像を見ることが可能である。制作した映像は自動的に保存され、後で見ることが出来る。
また、得点を気にしなければ、オリジナルの映像を制作することも可能で、例えば「自分の好きなメンバーが映っているシーンだけを切り替え」ることもできる。

## 経緯
- 2012年3月26日、アップアップガールズ（仮）がTBSの歌番組『カミスン!』に出演し[5]、当ゲームが開発されていることが紹介された[6]。
- 4月6日、バージョン1.0がリリースされた[1]。
- 6月20日、バージョン1.1がリリースされた[7]。